# Mervyn LeRoy
Mervyn LeRoy (San Francisco, 15 d'octubre de 1900 - Beverly Hills, 13 de setembre de 1987) va ser un director de cinema estatunidenc.

## Biografia
Nascut de pares jueus a Califòrnia la seva família es va arruïnar amb el terratrèmol de 1906. Per a guanyar diners va vendre diaris i va començar a cantar. Va començar treballant en el cinema mut. A 19 anys es va traslladar a Hollywood i va ser en els seus inicis encarregat del vestuari, actor, ajudant de direcció sense acreditar, gagman i guionista de comèdies.
El 1927 comença una prolífica carrera com a director, primer a la Warner Bros i després a la Metro-Goldwyn-Mayer. Va ser considerat un dels pilars més sòlids de la companyia dels germans Warner durant els anys trenta i un excel·lent director d'actors. En aquests anys, es destapa com un impecable artesà de drames realistes, que reflectien perfectament la misèria creixent posterior a la Gran Depressió. El millor va ser Five Star Final (1931), un poderós drama que denunciava la corrupció de la premsa, especialment d'alguns subalterns que pretenen prosperar per escalar de posició. Amb Edward G. Robinson i Boris Karloff, el film va tenir tant d'èxit que va ser objecte d'un inferior remake, amb la presència de Humphrey Bogart, titulat Two against the world (1936).
LeRoy demostra tenir un talent especial en el cinema negre o en les seves variants. Little Caesar (1930), parcialment basada en la vida d'Al Capone, narra la vertiginosa ascensió social de Rico Bandello, que, treballant amb el seu amic Joe Massara (Douglas Fairbanks Jr) per al gran capo Sam Vettori, agafaria el lloc d'aquest últim a la banda. LeRoy mostra ja algunes pautes que seran una constant en el seu cinema, dona a entendre que el gàngster no és tant un accident del destí sinó un producte lògic del tipus de societat d'aquells anys. Dos anys després, el 1932, LeRoy dirigia I Am a Fugitive from a Chain Gang, que no aconsegueix repetir el gran èxit de 1930 però ofereix una de les millors produccions de protesta social que s'anaven fent per aquells anys. Dur, sense gaire cura artística, però honest, sense ornaments, el film de LeRoy presenta a un home honrat, innocent, cruelment maltractat per la justícia, que el condemna a presó, signant el que immediatament serà la seva perdició.
Després d'uns anys LeRoy torna a rodar una esplèndida pel·lícula de cinema negre, aquesta vegada en el seu vessant de drama social. Seria They Won't Forget (1937), una atractiva cinta, on un gran Claude Rains és un poc escrupolós fiscal d'un petit poble del sud profund nord-americà que utilitza l'assassinat d'una adolescent (Lana Turner, en un dels seus primers papers importants) per aconseguir la butaca de governador. Aquest permetrà que la massa, hipòcrita i fàcilment mal·leable, linxi el sospitós, un professor, que es veu a la poc grata postura de ser el cap de turc d'una societat amoral i en constant recerca d'una situació que la tregui de l'avorriment. Basada en una magnífica novel·la de Ward Greene, Death in the deep south, LeRoy va construir un electritzant drama social a l'altura dels millors.
El 1938 va ser triat com cap de producció de MGM. Gràcies a ell els estudis van produir El magic d'Oz i va ser responsable del descobriment de Clark Gable, Loretta Young, Robert Mitchum i Lana Turner. Més endavant dirigeix una bomba a les taquilles, Waterloo Bridge, degut en part a una atractiva parella protagonista: Robert Taylor i Vivien Leigh, en el paper d'una ballarina que s'enamora del primer. Torna a la càrrega amb un excel·lent relat de gangsters, Johnny Eager (1942), en el qual treballa de nou amb Robert Taylor i una inquietant Lana Turner. LeRoy i el seu guionista, John Lee Mahin, teixeixen un perfecte relat criminal, amb una intriga que es desenvolupa amb la lògica fatalista del gènere. No obstant això, el que la distingeix és el seu aspecte dramàtic, cosa que LeRoy va dominar a la perfecció, i els seus creïbles personatges.
Dins el drama familiar, realitza la segona versió de la famosa novel·la autobiogràfica de Louise May Alcott, Little Women (1949), amb un repartiment estel·lar (Liz Taylor, June Allyson, C. Aubrey Smith, Mary Astor, Janet Leigh, Margaret O'Brian), i una espectacular producció (la direcció artística va guanyar un Oscar) que reconstrueix molt bé l'època.
En els anys 50 va dirigir diversos musicals. Va demostrar també que es podia responsabilitzar d'una superproducció quan va realitzar Quo Vadis, el 1951. Un pèplum èpic religiós en el qual LeRoy alterna amb eficàcia els moments intimistes amb els tragicòmics i els èpics que se succeeixen a les catacumbes i en la cort de Neró (un immens Peter Ustinov). Posteriorment, la seva obra entra en un lent declivi. A mitjans dels anys seixanta decideix que el seu cicle ha acabat i es retira. Escriurà les seves memòries: Mervyn LeRoy: Take One.
Va ser nominat el 1943 com Millor director per Random Harvest i el 1940 com a productor de El magic d'Oz. A més va rebre l'Oscar Honorífic el 1975. LeRoy es va retirar el 1965 i va escriure la seva autobiografia Take One, el 1974. Va morir a Beverly Hills, Califòrnia. Té una estrella al Passeig de la Fama de Hollywood al número 1560 de Vine Street.

## Filmografia parcial
- Little Caesar (1931)
- Five Star Final (1931)
- Tonight or Never (1931)
- Broadminded (1931)
- Two Seconds (1932)
- Three on a Match (1932)
- I Am a Fugitive from a Chain Gang (1932)
- Gold Diggers of 1933 (1933)
- Tugboat Annie (1933)
- The World Changes (1933)
- I Found Stella Parish (1935)
- Anthony Adverse (1936)
- Waterloo Bridge (1940)
- Escape (1940)
- Blossoms in the Dust (1941)
- Random Harvest (1942)
- Madame Curie (1943)
- Thirty Seconds Over Tokyo (1944)
- The House I Live In (1945)
- Without Reservations (1946)
- Homecoming (1948)
- Donetes (pel·lícula de 1949) (1949)
- Quo Vadis (1951)
- Million Dollar Mermaid (1952)
- Latin Lovers (1953)
- Escala a Hawaii (Mister Roberts) (1955)
- Una estranya a la ciutat (Strange Lady in Town) (1955)
- The Bad Seed (1956)
- Vers el desconegut (Toward the Unknown) (1956)
- No Time for Sergeants (1958)
- The FBI Story (1959)
- El diable a les quatre (The Devil at 4 O'Clock) (1961)
- A Majority of One (1961)
- La reina del vodevil (Gypsy) (1962)
- Mary, Mary (1963)